# Hawar-eilanden

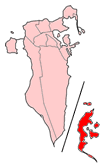
De Hawar-eilanden

De Hawar-eilanden zijn een groep eilanden die behoren tot Bahrein.
De eilandengroep is dichter bij Qatar gelegen dan bij Bahrein en beide landen betwisten de status van de eilanden. De eilanden zijn relatief dunbevolkt en hebben tezamen nog geen 4.000 inwoners. Verreweg het grootste eiland is Hawar en andere eilanden zijn Suwād al Janūbīyah, Suwād ash Shamālīyah, Rubud Al Sharqiyah, Rubud Al Gharbiyah en Muhazwarah (Umm Hazwarah).
In 2002 deed Bahrein een aanvraag bij de UNESCO om de eilanden op te nemen als natuurerfgoed op de werelderfgoedlijst vanwege de unieke natuur en leefomgeving van bedreigde diersoorten.